# Biomasse-Heizkraftwerk Recklinghausen
Das Biomasseheizkraftwerk Recklinghausen ist ein mit Altholz befeuertes Biomasseheizkraftwerk in Recklinghausen, Ortsteil Suderwich, auf dem Gelände der ehemaligen Zeche König Ludwig 4/5. Aus einer Feuerungsleistung von ca. 50 Megawatt werden nach dem Prinzip der Kraft-Wärme-Kopplung bis zu 16,5 MW elektrisch ins Netz eingespeist und zusätzlich Heizleistung für ein Fernwärme-Netz ausgekoppelt.
Betreiber des Heizkraftwerkes ist die Ökotech GmbH, die ein weiteres Biomassekraftwerk am Flughafen Siegerland betrieben hat.
Am 14. März 2025 kam es bei Wartungsarbeiten an einer Hydraulikanlage zu einem Brand, der durch 100 Einsatzkräfte der Feuerwehr Recklinghausen und benachbarter Wehren gelöscht wurde. Der Schaden wurde vorläufig auf 500.000 bis 1 Mio. € geschätzt. Der Kraftwerksbetrieb ist durch den Brand nicht beeinträchtigt und kann parallel zu den Reparaturarbeiten weiter laufen.

## Technischer Aufbau und Funktion
Das Biomasseheizkraftwerk besteht im Wesentlichen aus:
- Holzlager und -aufbereitung: Die Anlage verwertet Altholz der Klassen A1 bis A4 gemäß Altholzverordnung. Das Holz wird per Lkw angeliefert, zwischengelagert und dann über eine Schubboden-Anlage und einen Schrägförderer der Feuerung zugeführt.
- Feuerung mit Dampfkessel: Feuerung und Dampfkessel bilden eine bauliche Einheit (Hersteller: Wulff). Die Feuerung ist eine Rostfeuerung mit Vorschubrost. Die entstehenden Rauchgase verlassen mit einer Temperatur von über 850 °C die Feuerung und treten in den Dampferzeuger ein. Der Kessel ist rauchgasseitig ein Vertikalkessel mit drei Zügen; wasserseitig ein Eindruck-Naturumlauf-Kessel ohne Zwischenüberhitzung.[4]
- Rauchgasreinigung und Kamin: Die Anlage ist mit einer modernen Rauchgasreinigung nach 17. BImSchV ausgerüstet (Hersteller: Wulff). In den Kessel integriert ist eine nichtkatalytische Entstickung (SNCR) mittels Harnstoff. Die Entstaubung besteht aus einem Zyklonabscheider für groben Staub und einem Gewebefilter (Schlauchfilter) für Feinstaub. Dazwischen ist ein Absorber-Reaktor auf Basis von trockenem Kalkhydrat geschaltet. Dieser bindet Schwefel und andere Schadstoffe. Die gereinigten Rauchgase führt ein Saugzuggebläse zum Kamin. Abgeschiedener Staub und Adsorbens werden in Silos zwischengelagert und per Lkw abgefahren.
- Dampfturbine mit luftgekühltem Kondensator: Der vom Kessel kommende Dampf wird in einer Kondensationsdampfturbine (Hersteller: B+V Industrietechnik, heute: MAN Turbo) in elektrische Energie umgewandelt. Die maximale elektrische Leistung beträgt ca. 16,5 MW. Der Dampf wird in einem Luftkondensator (Hersteller: Hamon) kondensiert und dem Kessel wieder zugeführt.
- Hilfskesselanlage und Fernwärmeversorgung: Das Heizkraftwerk ist an ein Fernwärmesystem angeschlossen. Im Normalbetrieb wird der Dampf für die Beheizung aus einer Entnahme der Dampfturbine abgezogen. Da auch im Falle einer Betriebsunterbrechung bei der Biomassefeuerung die Wärmeversorgung für die Verbraucher sichergestellt werden muss, ist das BHKW zur Besicherung mit zwei schnell startbaren Großwasserraumkesseln (Hersteller: Omnical) ausgestattet.

### Ansichten

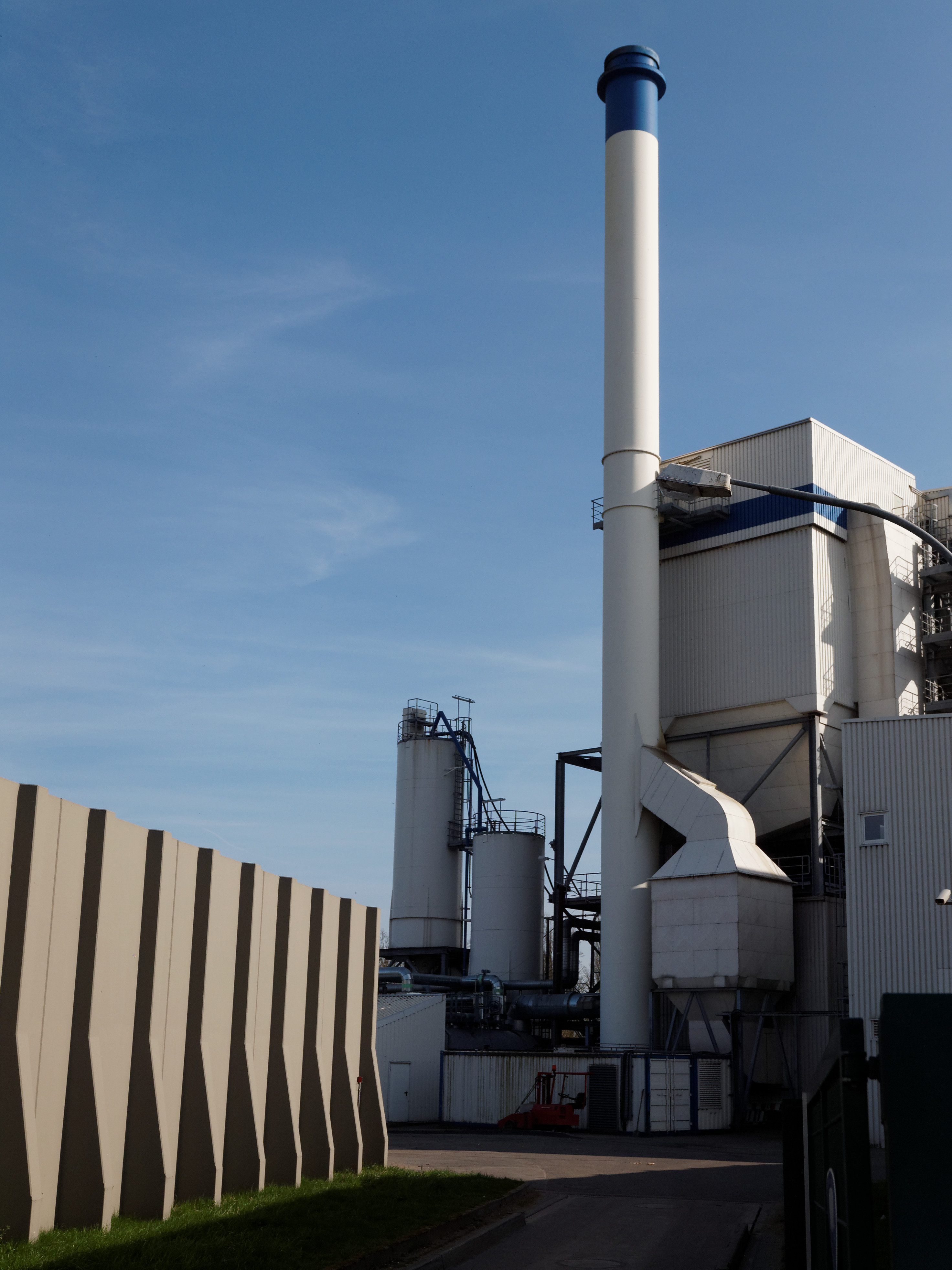
Zufahrt
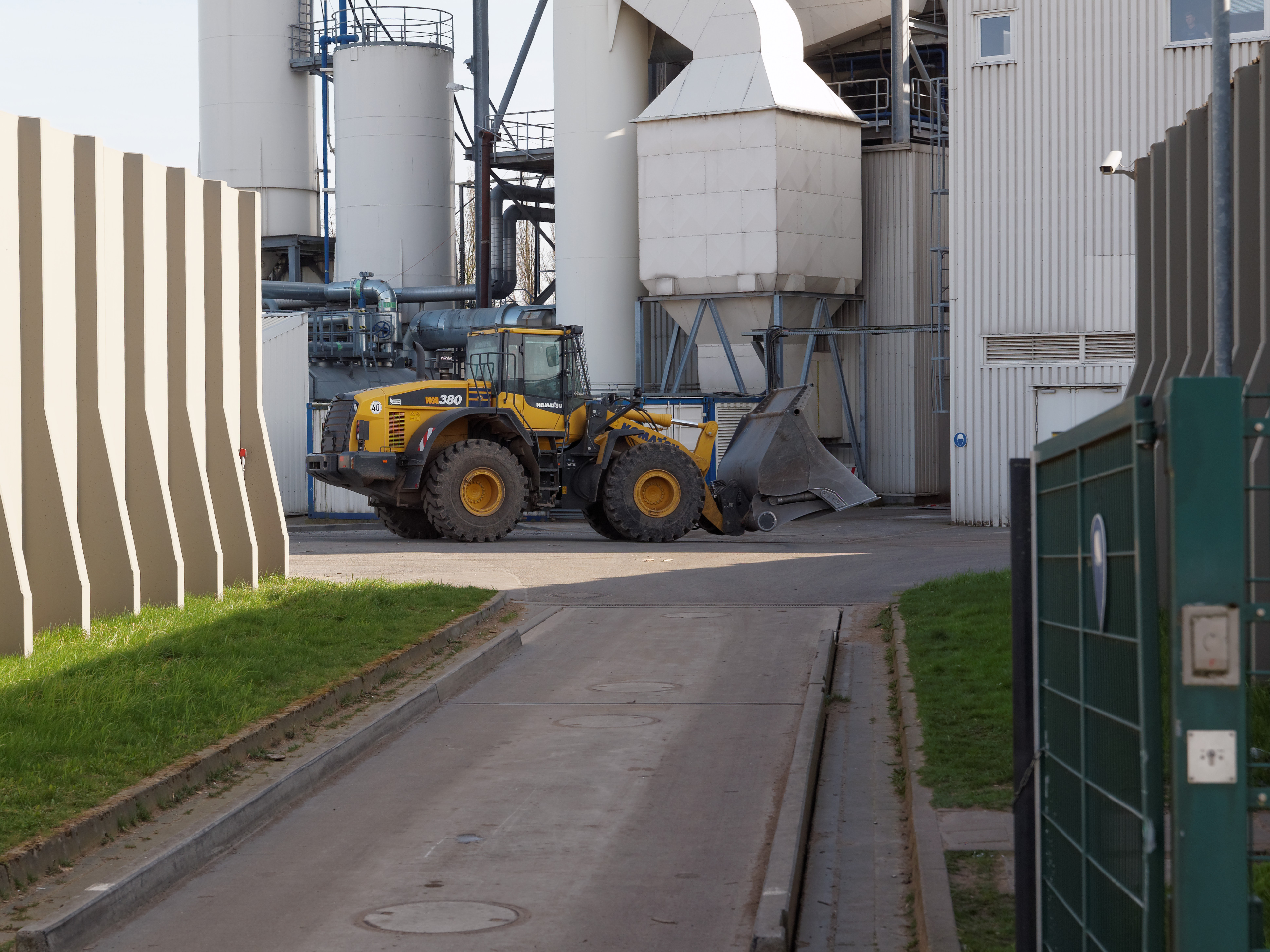
Radlader
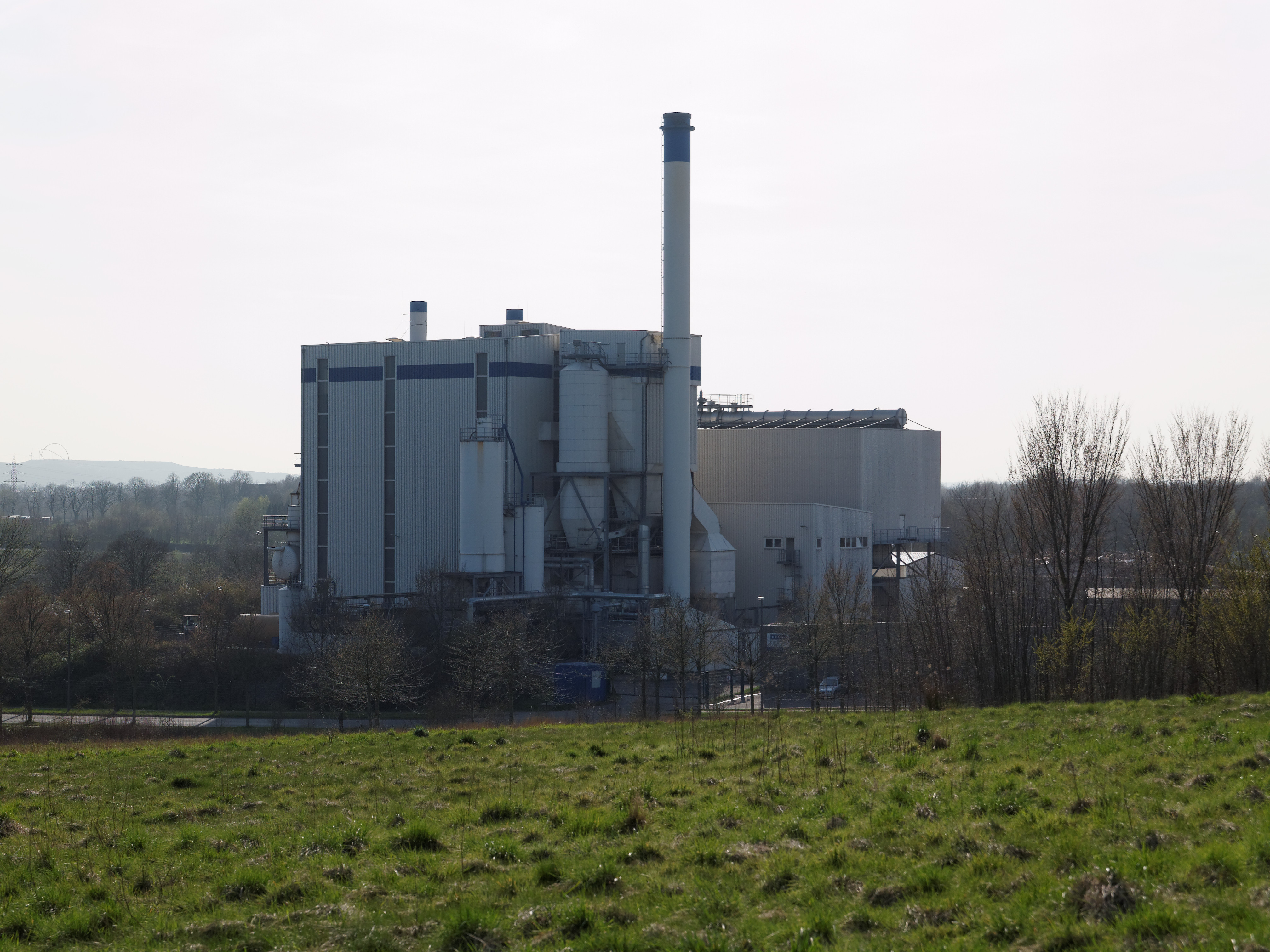
Ansicht von der Suderwicher Alm